# Gudrun Schmidt-Kärner
Gudrun Schmidt-Kärner (* 24. Mai 1941 in Braunschweig) ist eine deutsche Professorin für Musikpädagogik.

## Leben
Zwischen 1958 und 1961 absolvierte Gudrun Schmidt-Kärner eine Ausbildung zur Erziehern in Berlin. Anschließend war sie in Frankreich, Finnland, Hamburg und Göttingen in Familien, Kinderheimen und Kinderkliniken als Erzieherin tätig.
Nach Tätigkeiten in Musiktheatern (1965–1975) in Coburg, Hildesheim und Lübeck begann Gudrun Schmidt-Kärner 1975 ein Studium an der Musikhochschule Lübeck. 1977 machte sie ihren Abschluss im Hauptfach „Musikalische Früherziehung und Grundausbildung“ und arbeitete von 1978 bis 2011 an verschiedenen Bildungseinrichtungen als Lehrerin/Dozentin für Musikerziehung. 1996 wurde ihr der Professoren-Titel durch das schleswig-holsteinische Ministerium für Bildung, Wissenschaft, Forschung und Kultur verliehen.
Von 1990 bis 2012 war Gudrun Schmidt-Kärner im Vorstand des von ihr mitgegründeten Fördervereins für Jugendbildung und Wirtschaftsbeziehungen Norddeutschland-Kaliningrad e.V. tätig. Sie war Vorstandsmitglied (1990–1996) der internationalen Fachgruppe „Early Childhood Music Education“ in der International Society for Music Education (ISME) und Vorstandsmitglied (1989–2001) der Deutschen Unitarier Religionsgemeinschaft e.V.
Von 2001 bis 2006 war sie Referentin für die Beziehungen zu Kaliningrad beim schleswig-holsteinischen Landtag.
Sie ist verwitwet und hat zwei Kinder.

## Auszeichnungen
Im November 1998 wurde sie mit dem Preis Frauen Europas 1999 durch die Europäische Bewegung Deutschland mit Unterstützung der Europäischen Kommission ausgezeichnet.
2002 wurde ihr die Verdienstmedaille und 2019 das Verdienstkreuz am Bande des Verdienstordens der Bundesrepublik Deutschland verliehen.